# Maurice Bavaud
Maurice Bavaud, född 15 januari 1916 i Neuchâtel, död 14 maj 1941 i Plötzensee, Berlin, var en schweizisk katolsk student som planerade att skjuta Adolf Hitler.

## Biografi
Bavaud studerade teologi vid det katolska prästseminariet i Saint-Brieuc, där han även anslöt sig till en antikommunistisk studentförening. Under inflytande av Marcel Gerbohay, föreningens ledare, insåg Bavaud att Hitler utgjorde ett hot mot mänskligheten i stort, mot Schweiz oavhängighet och mot katolicismen i Tyskland. Bavaud bestämde sig för att döda Hitler.
Bavaud införskaffade en Schmeisser-pistol i Basel och for i oktober 1938 till Tyskland. Han planerade att påföljande månad skjuta ihjäl Hitler i München i samband med 15-årsminnet av ölkällarkuppen. Bavaud kom dock inte tillräckligt nära Hitler för att kunna föröva attentatet. Dagen därpå försökte han ånyo få Hitler inom skotthåll, men förgäves. Han gav då upp planerna och steg på ett tåg till Paris som fripassagerare, men blev upptäckt av en konduktör som överlämnade honom till polisen. Efter det att de upptäckt att Bavaud bar pistol överlämnades han till Gestapo. Under tortyr avslöjade han sina mordplaner och ställdes i december 1938 inför Folkdomstolen och dömdes till döden. Schweiziska diplomater gjorde inga försök att rädda Bavaud; en av dem fördömde hans attentatsplaner. Bavaud avrättades med giljotin i Plötzenseefängelset i maj 1941. 

### Webbkällor
- ”Maurice Bavaud” (på tyska). Comité Maurice Bavaud. Arkiverad från originalet den 5 september 2012. https://www.webcitation.org/6ASYhnq72?url=http://www.maurice-bavaud.ch/. Läst 5 september 2012.